# Một nhà tự chia rẽ

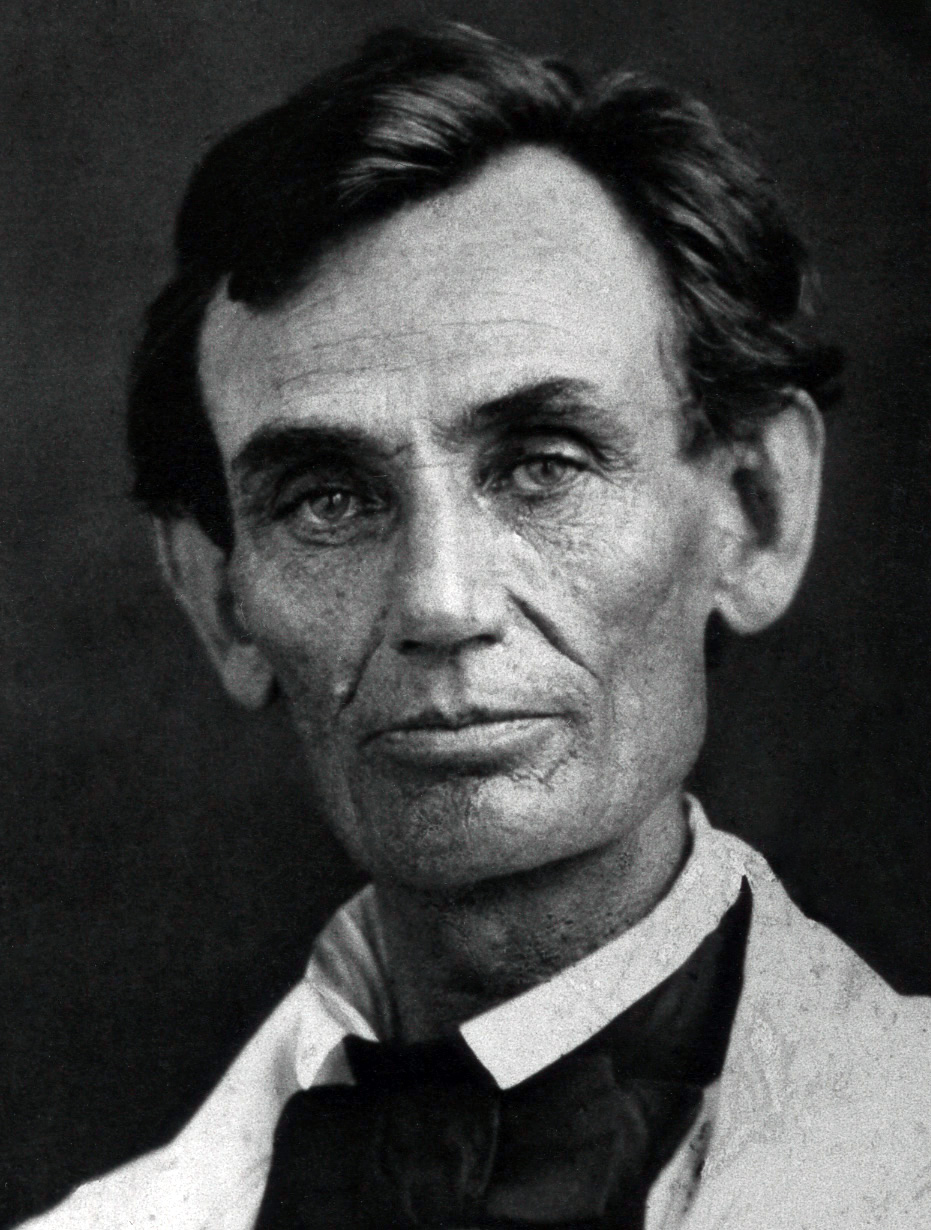
Abraham Lincoln, năm 1858

Một nhà tự chia rẽ (nguyên văn tiếng Anh: A House Divided) là bài diễn văn Abraham Lincoln đọc ngày 16 tháng 6 năm 1858 tại Springfield, Illinois, khi ông nhận sự đề cử của Đảng Cộng hòa để tranh cử vào Thượng viện Hoa Kỳ. Bài diễn từ được xem là một thành công trong nỗ lực miêu tả hiểm họa đất nước đang bị chia cắt do nạn sở hữu nô lệ, và là lời hiệu triệu tập hợp đảng viên Cộng hòa ở khắp miền Bắc. Một đồng sự của Lincoln, William H. Herndon, thuật lại rằng Lincoln "muốn sử dụng một hình ảnh quen thuộc được trình bày với ngôn ngữ mọi người có thể hiểu hầu có thể đi thẳng vào lòng người mà thức tỉnh họ trước hiểm họa của thời cuộc."
Cùng với Diễn văn Gettysburg và diễn văn nhậm chức nhiệm kỳ thứ hai, "Một nhà tự chia rẽ" được xem là một trong những bài diễn văn nổi tiếng nhất trong sự nghiệp chính trị của Abraham Lincoln.
Gợi ý từ câu nói của Chúa Giê-xu được ghi lại trong Phúc âm Mác 3: 25, "Nếu một nhà tự chia rẽ mà xâu xé nhau thì nhà ấy không thể đứng vững được", Lincoln ám chỉ nước Mỹ đang bị phân hóa giữa các tiểu bang ủng hộ chế độ nô lệ và những bang chủ trương bãi nô.
Cụm từ "một nhà tự chia rẽ" đã được sử dụng trước đó. Tám năm trước khi Lincoln đọc bài diễn văn "Một nhà tự chia rẽ", Sam Houston đã phát biểu trong một cuộc tranh luận tại Thượng viện về Thỏa hiệp năm 1850, "Một nước tự chia rẽ mà chống nghịch nhau thì nước ấy sẽ suy vong". Một gợi ý tương tự đến từ một lá thư Abigail Adams gởi Mercy Otis Warren trong khi xảy ra Chiến tranh năm 1812. Bà Adams viết, "... Một nhà tự chia rẽ, bởi đó mà kẻ thù của chúng ta nuôi dưỡng niềm hi vọng sẽ khuất phục chúng ta."
Tuy nhiên, chính nhờ bài diễn văn này của Lincoln mà câu nói, "Một nhà tự chia rẽ" đã trở nên phổ biến cho đến ngày nay.

## Trích dẫn
| “ | ... Một nhà tự chia rẽ thì nhà ấy không thể đứng vững được". Tôi tin rằng chính quyền này không thể trường tồn trong tình trạng một nửa nước nô lệ, một nửa nước tự do. Tôi không mong chờ Chính phủ liên bang bị giải thể - tôi không mong đợi ngôi nhà bị sụp đổ - nhưng tôi thực sự trông mong đất nước này sẽ không còn bị chia cắt. Đất nước chúng ta sẽ trở thành một thực thể như thế này hoặc sẽ hoàn toàn khác đi. Hoặc là những người chống chế độ nô lệ sẽ kìm hãm được tệ nạn này, và khiến công chúng tin rằng cuối cùng nó sẽ không còn tồn tại; hoặc là những người ủng hộ chế độ nô lệ sẽ phát triển và biến nó thành hợp pháp tại mọi tiểu bang, mới cũng như cũ – miền Bắc cũng như miền Nam…. | ” |